# انحلال انتقائي

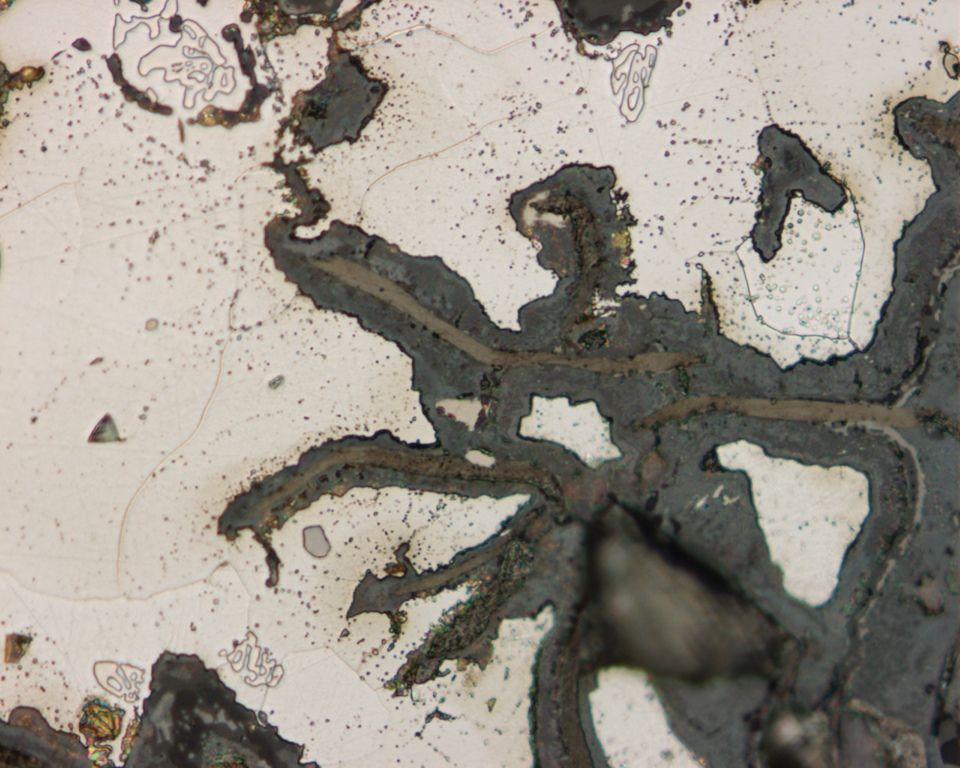
صورة مجهرية لانحلال تلقائي في سبيكة حديد الصب.

الانحلال الانتقائي  (ملاحظة 1) هو نوع من أنواع التآكل الذي يصيب أنواع من السبائك والمحاليل الجامدة، بحيث أنه عند ظروف معينة خاصة تحدث عملية رشح لمكوّن من مكونات السبيكة.
إن المسبب الرئيسي للانحلال الانتقائي هو التآكل الجلفاني على المستوى المكروئي ضمن بنية السبيكة، وهو يحدث كلما تباعدت العناصر الكيميائية المكونة للسبيكة في قيم الجهود القياسية.
من أشهر الأمثلة على الانحلال التلقائي هو انحلال الزنك من سبيكة النحاس الأصفر (الصُّفْر).

## هوامش
- ملاحظة 1 المرادفات: يعرف أيضاً باسم التآكل الانتقائي أو التفكك السبائكي\